# Juan Alcaraz
Juan Alcaraz fou un lutier que visqué a València al segle xix.
L'obra d'aquest lutier es desenvolupa a la ciutat de València entre els anys 1843 i 1867. La seva producció, inicialment de guitarres, se centra vers el 1850 en la construcció de violins, violoncels i contrabaixos. Utilitzà fustes com el sicòmor, l'arç i la noguera, principalment en els contrabaixos, dels quals en va fer una certa quantitat de dimensions petites. La construcció és inspirada en l'estil alemany, amb les obertures acústiques més llargades.